# Malmea manausensis
Malmea manausensis är en kirimojaväxtart som beskrevs av Paulus Johannes Maria Maas och J. M. S. Miralha. Malmea manausensis ingår i släktet Malmea och familjen kirimojaväxter. Inga underarter finns listade i Catalogue of Life.